# M.C. Ricklefs
Merle Calvin Ricklefs (ur. 17 lipca 1943, zm. 29 grudnia 2019) – australijski uczony zajmujący się historią Indonezji, m.in. historią Jawy. 
Doktoryzował się na Cornell University. W 1989 r. został wybrany członkiem Australijskiej Akademii Nauk Humanistycznych. W 2016 r. otrzymał indonezyjską nagrodę Penghargaan Kebudayaan. 
Jest autorem publikacji A history of modern Indonesia.